# Igloo Records
Igloo Records ist ein belgisches Jazzlabel.
Das unabhängige Label Igloo wurde 1978 gegründet und hat seinen Sitz in Brüssel. Nach der Übernahme des Jazzlabel LDH konzentrierte sich das Label verstärkt auf Modern Jazz und neue Improvisationsmusik. Auf dem Label erschienen Aufnahmen u. a. von Nathalie Loriers, Philippe Aerts, Philip Catherine, Mélanie De Biasio, Freddie Deronde, Michel Herr, Steve Houben, Sal La Rocca, Éric Legnini, Garrett List, Charles Loos, Ivan Paduart, Jacques Pelzer, Fats Sadi, Diederik Wissels, Pascal Schumacher und Fred Van Hove. In der seit 2005 bestehenden Reihe Igloo Mondo erschienen auch Kooperationen von Jazzmusikern mit Weltmusik-Künstlern wie Pierre Van Dormael/Soriba Kouyaté, Charles Loos/Aissawas of Rabat sowie Aufnahmen von Wendo Kolosoy, Majid Bekkas und Manou Gallo.